# Vodable
Vodable est une commune française, située dans le département du Puy-de-Dôme en région Auvergne-Rhône-Alpes. Proche du parc naturel régional des Volcans d'Auvergne, c'est un village médiéval autour du pic volcanique sur lequel était édifié le château, fief des dauphins d’Auvergne. Elle est également l'ancienne capitale régionale d'Auvergne, de par le dauphiné d'Auvergne.
Vodable est l'une des communes du Pays d'Issoire Val d’Allier sud qui a obtenu le label Villes et Pays d'art et d'histoire, label attribué par le ministère de la Culture aux pays et communes attachés à l'animation et la valorisation de leur patrimoine,. Elle fait partie de la Fédération européenne des Sites clunisiens qui a pour objectif de sensibiliser à l'histoire de l'ordre de Cluny et de valoriser le patrimoine clunisien,.
Ses habitants sont appelés les Vodablois.

## Géographie

### Localisation
Vodable est située dans le département du Puy-de-Dôme, sur la Route du Dauphiné d'Auvergne.
À vol d'oiseau, le village se situe à 8,9 km au sud-ouest d'Issoire et à 30,4 km au sud de Clermont-Ferrand.
| Tourzel-Ronzières | Solignat   | Solignat   |
| Tourzel-Ronzières | Vodable    | Solignat   |
| Ternant-les-Eaux  | Mareugheol | Mareugheol |

### Géologie et relief
La commune de Vodable est aux portes du massif du Cézallier et borde la Limagne.
Surplombant la plaine du Lembronnet, la géologie de Vodable est marqué par deux pics volcaniques : le puy d'Ysson (856 mètres), issu du Miocène (-25 millions d'années) et le puy de Vodable dont le neck, surnommé « le Rocher », offrit d'une muraille naturelle au château de Vodable.
La superficie de la commune est de 1 168 hectares, l'altitude varie entre 552 et 946 mètres.

### Climat
Pour des articles plus généraux, voir Climat d'Auvergne-Rhône-Alpes et Climat du Puy-de-Dôme.
En 2010, le climat de la commune est de type climat des marges montargnardes, selon une étude du Centre national de la recherche scientifique s'appuyant sur une série de données couvrant la période 1971-2000. En 2020, Météo-France publie une typologie des climats de la France métropolitaine dans laquelle la commune est exposée à un climat de montagne ou de marges de montagne et est dans la région climatique  Nord-est du Massif Central, caractérisée par une pluviométrie annuelle de 800 à 1 200 mm, bien répartie dans l’année. 
Pour la période 1971-2000, la température annuelle moyenne est de 9,8 °C, avec une amplitude thermique annuelle de 16 °C. Le cumul annuel moyen de précipitations est de 835 mm, avec 8,5 jours de précipitations en janvier et 7,2 jours en juillet. Pour la période 1991-2020, la température moyenne annuelle observée sur la station météorologique de Météo-France la plus proche, « Issoire », sur la commune d'Issoire à 9 km à vol d'oiseau, est de 12,0 °C et le cumul annuel moyen de précipitations est de 610,7 mm,. Pour l'avenir, les paramètres climatiques de la commune estimés pour 2050 selon différents scénarios d'émission de gaz à effet de serre sont consultables sur un site dédié publié par Météo-France en novembre 2022.

### Voies de communication et transports
Vodable est située sur la route D32 qui mène à Solignat puis Issoire (à 10,0 km) et la route D 124 qui mène à Tourzel-Ronzières puis la route D 23 qui mène à Clermont-Ferrand (à 46 km) via l'autoroute A75.

## Urbanisme

### Typologie
Au 1er janvier 2024, Vodable est catégorisée commune rurale à habitat dispersé, selon la nouvelle grille communale de densité à sept niveaux définie par l'Insee en 2022.
Elle est située hors unité urbaine. Par ailleurs la commune fait partie de l'aire d'attraction d'Issoire, dont elle est une commune de la couronne,. Cette aire, qui regroupe 53 communes, est catégorisée dans les aires de moins de 50 000 habitants,.

### Occupation des sols
L'occupation des sols de la commune, telle qu'elle ressort de la base de données européenne d’occupation biophysique des sols Corine Land Cover (CLC), est marquée par l'importance des territoires agricoles (84,7 % en 2018), en augmentation par rapport à 1990 (82,8 %). La répartition détaillée en 2018 est la suivante : 
terres arables (42,6 %), prairies (37,7 %), forêts (9,9 %), zones agricoles hétérogènes (4,4 %), zones urbanisées (3,5 %), milieux à végétation arbustive et/ou herbacée (1,8 %). L'évolution de l’occupation des sols de la commune et de ses infrastructures peut être observée sur les différentes représentations cartographiques du territoire : la carte de Cassini (XVIIIe siècle), la carte d'état-major (1820-1866) et les cartes ou photos aériennes de l'IGN pour la période actuelle (1950 à aujourd'hui).

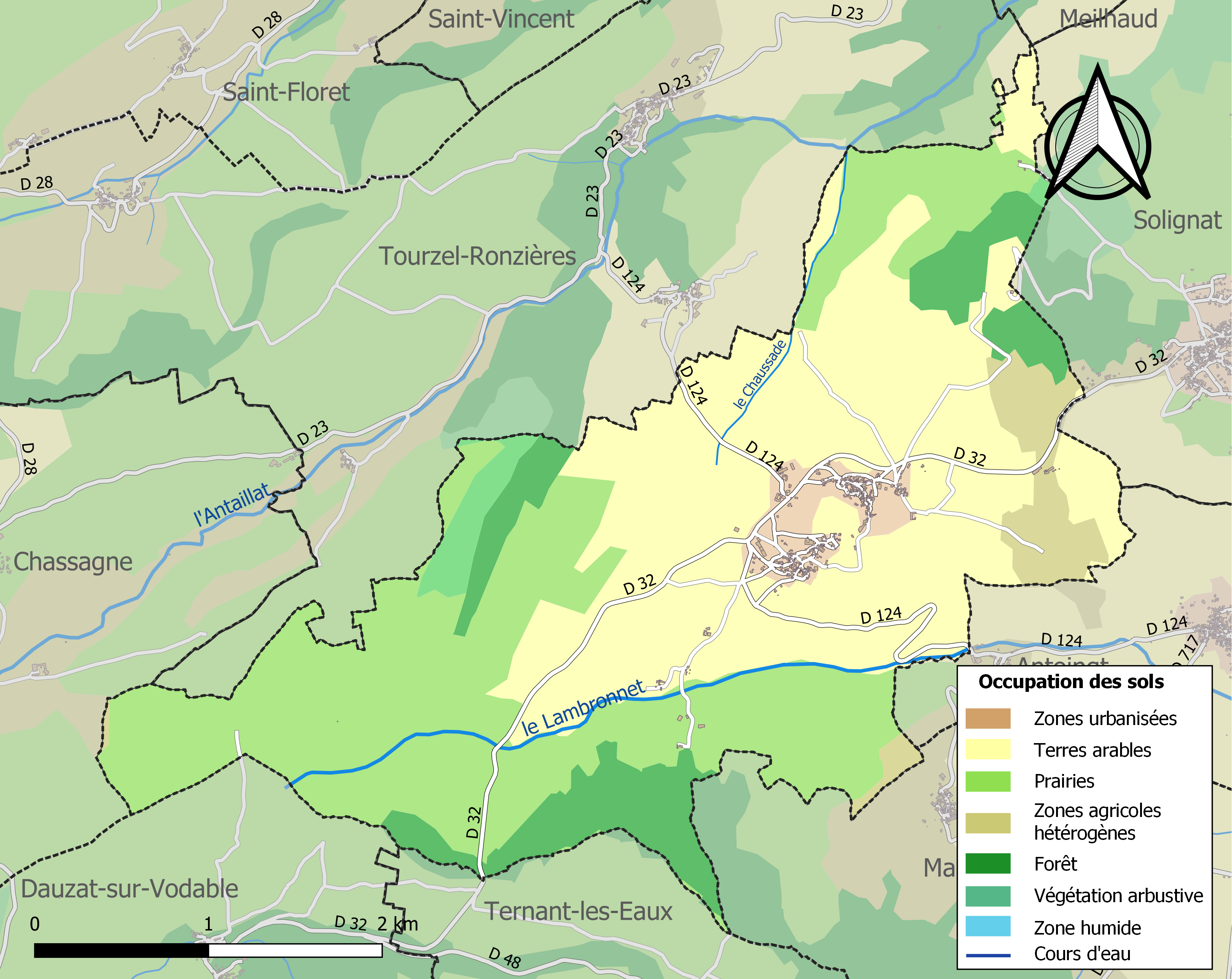
Carte des infrastructures et de l'occupation des sols de la commune en 2018 (CLC).

### Logement
En 2009, le nombre total de logements dans la commune était de 129, alors qu'il était de 113 en 1999.
Parmi ces logements, 63,6 % étaient des résidences principales, 25,6 % des résidences secondaires et 10,9 % des logements vacants. Ces logements étaient pour 97,7 % d'entre eux des maisons individuelles et pour 2,3 % des appartements.
La proportion des résidences principales, propriétés de leurs occupants était de 87,8 %, stable par rapport à 1999.

### Projets d'aménagements
La municipalité de Vodable construit une salle multiculturelle en 2013-2014 au niveau de la Porte Neuve.

## Histoire

### Protohistoire

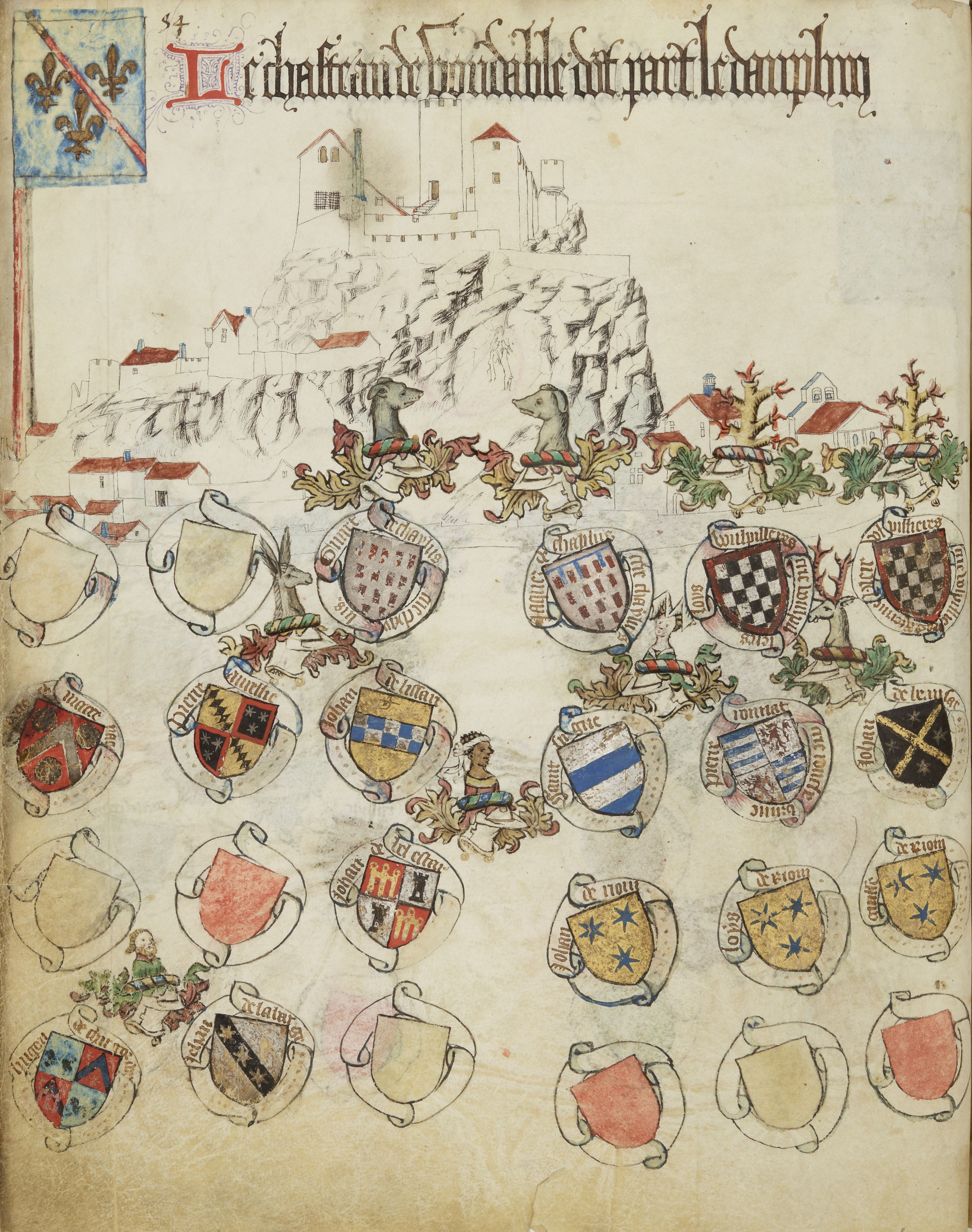
Vodable dans l'Armorial de Revel mi-XVe siècle.

Les traces d'une station protohistorique ont été découvertes sur le pic d'Ysson (parfois appelé puy de Solignat) dans les années 1960.
La construction d'un château d'eau au sommet du puy d'Ysson a mis au jour [Quand ?] divers objets tels que des tessons de poteries du Hallstatien, un bracelet et une fibule en bronze. La fibule remonterait à une époque transitoire entre l'Hallstatien et la Tène. De 1965 à 1967, plusieurs fouilles sur l'ancien volcan permettent de découvrir du matériel lithique (haches, grattoirs, racloirs) et des restes de « céramiques des plateaux » permettant de conclure à l'occupation d'une cabane sur le versant est vers -700 ans (âge de bronze final).
Le puy d'Ysson ne semble pas avoir fixé de population depuis cet âge et il faut attendre le Moyen Âge central pour, à nouveau, entendre parler d'un bassin de population sur le secteur de la commune de Vodable.

### Moyen Âge central

Blason du dauphiné d'Auvergne
D'or au dauphin pâmé, barbé et crêté d'azur..

Au XIe siècle, l'abbaye clunisienne de Sauxillanges défriche un terrain au sud du « Rocher » qui donne naissance à la paroisse de Colamine et à la construction de l'église Saint-Mary de Colamine, distincte de la paroisse de Ronzières. En parallèle, Vodable apparait pour la première fois dans les textes sous le nom de « Vodabla », nom d'une famille de chevalier qui occupent un château situé au sommet du « Rocher », neck d'origine volcanique. Ces fortifications peuvent se présenter comme l'extension de la forteresse de Ronzières, la cité mérovingienne voisine. La cité de Vodable créée à cette époque correspond au quartier actuel du « Marchidial » ainsi qu'à la vue que l'on retrouve sur le dessin de Guillaume Revel, sur le versant nord-est du volcan.

#### Une position centrale au sein du Dauphiné d'Auvergne

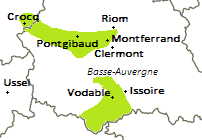
Dauphiné d'Auvergne au XIIIe siècle.

Robert IV Dauphin (v. 1150 - 23 mars 1234), ainsi appelé car premier Dauphin d'Auvergne, et dont le nom tient également du souvenir de sa mère marquise d'Albon, de la famille des dauphins de Viennois, fils de Guillaume VII d'Auvergne et de marquise d'Albon de Viennois, dauphin d'Auvergne et de Clermont à la mort de son père reçoit en apanage la châtellenie d'Herment et les seigneuries d'Issoire, Chamalières, Montrognon, Plauzat, Champeix, Crocq, Aurières, Neschers, Chanonat, Chauriat et Rochefort ainsi que la châtellenie de Vodable, comprenant les fiefs de Solignat, Ronzières, Antoingt, Mazerat, Longchamp, Le Broc, Mareugheol, Bergonne, Collanges, etc. Ce domaine qui avait comme capitale Vodable, fut dénommé le Dauphiné d'Auvergne,.
Les dauphins d’Auvergne s’installent alors au château de Vodable et font du village la capitale du Dauphiné d’Auvergne. Ils y resteront plus de deux cents ans.

## Politique et administration

### Administration municipale
Le nombre d'habitants de la commune étant compris entre 100 et 499 au dernier recensement, le nombre de membres du conseil municipal est de 11.

### Liste des maires
| Période                                  | Période                         | Identité              | Étiquette | Qualité                   |
| ---------------------------------------- | ------------------------------- | --------------------- | --------- | ------------------------- |
| Les données manquantes sont à compléter. |                                 |                       |           |                           |
| 1989                                     | 1995                            | Denise Phalip         |           |                           |
| 1995                                     | 2001                            | Michel Phalip         |           |                           |
| 2001                                     | 2008                            | Olivier Rigaud        |           |                           |
| 2008                                     | 2014                            | Pascal Bion           |           | sans emploi               |
| avril 2014 (réélu en 2020)               | En cours (au 20 septembre 2020) | Jean-Marc Labussière, |           | Technicien de maintenance |

### Institutions judiciaires et administratives
Vodable relève du tribunal d'instance de Clermont-Ferrand, du tribunal de grande instance de Clermont-Ferrand, de la cour d'appel de Riom, du tribunal pour enfants de Clermont-Ferrand, du conseil de prud'hommes de Clermont-Ferrand, du tribunal de commerce de Clermont-Ferrand, du tribunal administratif de Clermont-Ferrand et de la cour administrative d'appel de Lyon.

### Jumelages
Au 1er mars 2013, Vodable n'est jumelée avec aucune commune.

## Population et société

### Démographie
L'évolution du nombre d'habitants est connue à travers les recensements de la population effectués dans la commune depuis 1793. Pour les communes de moins de 10 000 habitants, une enquête de recensement portant sur toute la population est réalisée tous les cinq ans, les populations de référence des années intermédiaires étant quant à elles estimées par interpolation ou extrapolation. Pour la commune, le premier recensement exhaustif entrant dans le cadre du nouveau dispositif a été réalisé en 2004.

En 2022, la commune comptait 188 habitants, en évolution de −4,08 % par rapport à 2016 (Puy-de-Dôme : +2,1 %, France hors Mayotte : +2,11 %).
| 1793 | 1800 | 1806 | 1821 | 1831 | 1836 | 1841 | 1846 | 1851 |
| ---- | ---- | ---- | ---- | ---- | ---- | ---- | ---- | ---- |
| 704  | 718  | 800  | 804  | 739  | 702  | 666  | 557  | 609  |

| 1856 | 1861 | 1866 | 1872 | 1876 | 1881 | 1886 | 1891 | 1896 |
| ---- | ---- | ---- | ---- | ---- | ---- | ---- | ---- | ---- |
| 564  | 505  | 495  | 496  | 460  | 450  | 417  | 418  | 435  |

| 1901 | 1906 | 1911 | 1921 | 1926 | 1931 | 1936 | 1946 | 1954 |
| ---- | ---- | ---- | ---- | ---- | ---- | ---- | ---- | ---- |
| 418  | 515  | 503  | 425  | 403  | 413  | 243  | 230  | 202  |

| 1962 | 1968 | 1975 | 1982 | 1990 | 1999 | 2004 | 2006 | 2009 |
| ---- | ---- | ---- | ---- | ---- | ---- | ---- | ---- | ---- |
| 202  | 206  | 201  | 182  | 226  | 211  | 193  | 192  | 201  |

| 2014 | 2019 | 2022 | - | - | - | - | - | - |
| ---- | ---- | ---- | - | - | - | - | - | - |
| 202  | 196  | 188  | - | - | - | - | - | - |

### Enseignement
Vodable est située dans l'académie de Clermont-Ferrand.
La commune n'administre ni école maternelle ni école élémentaire communales.

### Manifestations culturelles et festivités
Chaque été, l'association de sauvegarde de Colamine-sous-Vodable organise des concerts et des conférences dans l'église Saint-Mary pour faire vivre l'édifice et connaitre son histoire.
L'Auberge de la Loue est occasionnellement un lieu de concert à but caritatif et de conférence.

### Cultes
Depuis la restructuration des provinces ecclésiastiques françaises de l'Église catholique romaine effectuée en 2002, la commune dépend de la paroisse catholique Saint Odilon du Cézallier-Lembron  au sein de l'archidiocèse de Clermont. Cette paroisse regroupe les clochers de 31 communes dont Vodable.
Durant les siècles passés, la commune a disposé de deux lieux de culte catholique : l'église Saint-Mary de Colamine et l'église Saint-Georges située place du Marchidial, mais en 2013 il n'y a plus de célébrations. Le lieu de culte catholique le plus proche est l'église de Solignat.

## Économie

### Revenus de la population et fiscalité
En 2010, le revenu fiscal médian par ménage était de 30 853 €, ce qui plaçait Vodable au 12 563e rang parmi les 31 525 communes de plus de 39 ménages en métropole.

### Emploi, entreprises et commerces
En 2009, la population âgée de 15 à 64 ans s'élevait à 123 personnes, parmi lesquelles on comptait 79,7 % d'actifs dont 74,0 % ayant un emploi et 5,7 % de chômeurs.
On comptait 30 emplois dans la commune, contre 33 en 1999. Le nombre d'actifs ayant un emploi résidant dans la commune étant de 91, l'indicateur de concentration d'emploi est de 33,0 %, ce qui signifie que la commune offre un emploi pour trois habitants actifs.
Au 31 décembre 2010, Vodable comptait 20 établissements : treize dans l’agriculture-sylviculture-pêche, aucun dans l'industrie, un dans la construction, cinq dans le commerce-transports-services divers et un était relatif au secteur administratif.
En 2011, deux entreprises ont été créées à Vodable, dans le domaine commerce-transports-services divers.

## Culture locale et patrimoine

### Lieux et monuments

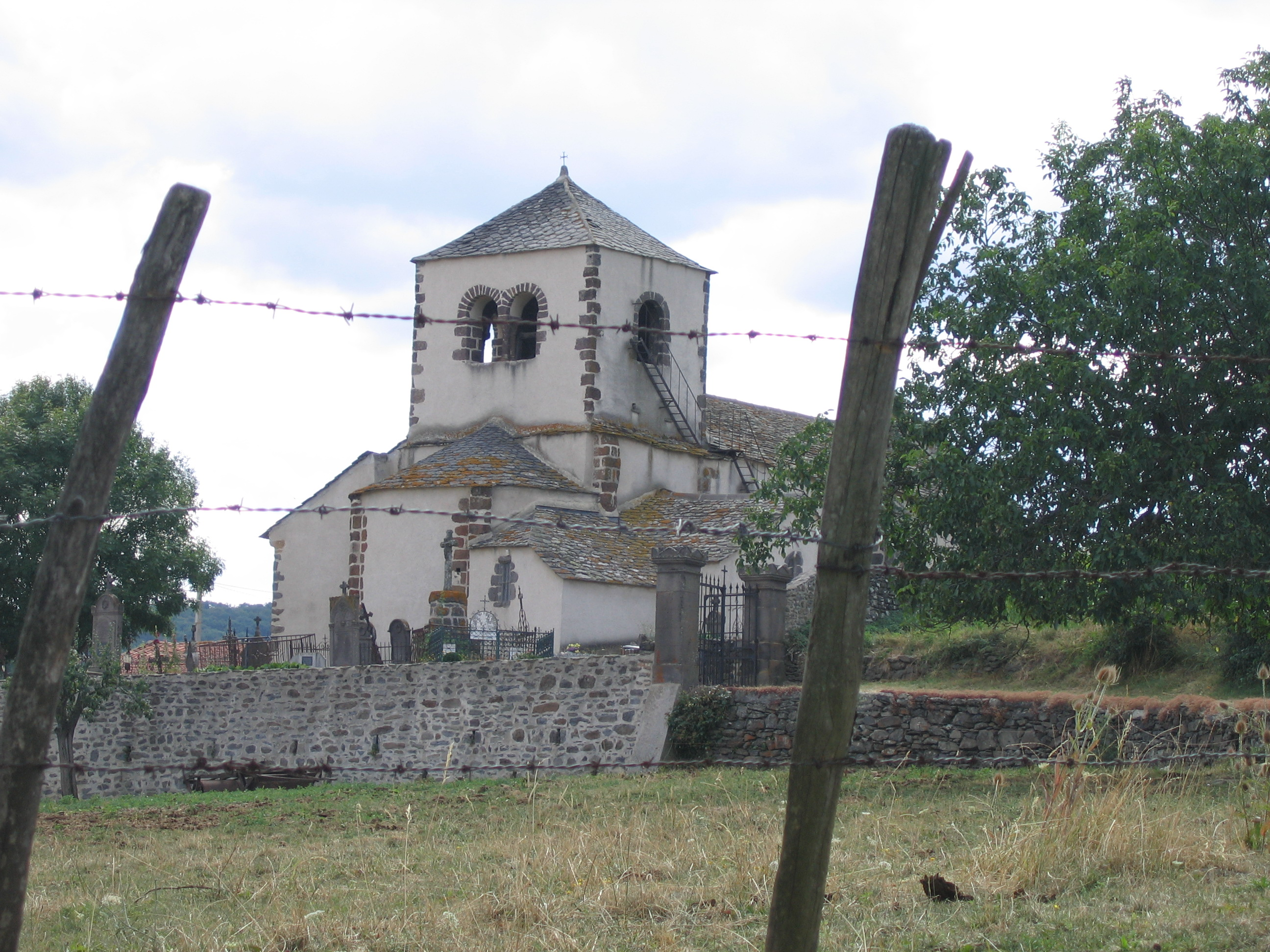
Chevet de l'église romane de Colamine-sous-Vodable.

Vodable compte un monument historique sur son territoire : l'église Saint-Mary de Colamine (inscrite à l'inventaire des monuments historiques par arrêté du 20 août 1956).
Isolée au milieu des champs au lieu-dit de Colamine-sous-Vodable, la petite église romane du XIe siècle est de facture rustique. Elle se compose d'une nef accompagnée d'un bas-côté sud incomplet ; d'un transept ; d'un clocher se dressant au-dessus de la croisée du transept ; d'une abside à pans coupés dont le toit épouse la forme d'un hémicycle ; et d'une chapelle orientée au nord. Les toitures, sans charpente, sont couvertes de lauzes. Le transept montre à l'intérieur une disposition particulière ; il est recouvert d'un dôme reposant sur de petites arcades en trompe, prenant appui sur des tablettes à tranche décorée de damiers. Ces tablettes reposent quant à elles sur des modillons agrémentés de décors géométriques, de feuillages ou de têtes humaines. Les doubleaux retombent sur les chapiteaux sculptés en feuillages des colonnes disposées aux angles,.
L'église abrite cinq statues classées monuments historiques au titre objet, dont quatre sont médiévales.

### Personnalités liées à la commune
- Jean-François Gaultier de Biauzat (1739-1815), avocat, homme politique et journaliste, né à Vodable ;
- Jean-Baptiste Girot de Pouzol (1753-1822), avocat, homme politique et fonctionnaire, député aux États-généraux de 1789.
- Elie Vandrand (1893-1916), sergent durant la Grande Guerre, il laisse un témoignage rare, celui d'un paysan soldat relatant l'épreuve qu'il traverse dans les 288 lettres qu'il adresse à ses proches entre août 1914 - octobre 1916[53]

### Héraldique, logotype et devise
|  | d’azur à un mont d’or, chargé d’un dauphin pâmé d’azur, sommé d’une tour d’or maçonnée de sable, accompagné à dextre d’un mouton d’argent soutenu d’une gerbe de blé d’or, à sénestre d’une crosse d’or posée en pal. |

## Pour approfondir